# Nürnberger Versicherungscup 2014
Nürnberger Versicherungscup 2014 byl tenisový turnaj pořádaný jako součást ženského okruhu WTA Tour, který se hrál na otevřených antukových dvorcích v místním tenisovém klubu. Konal se mezi 18. až 18. květnem 2014 v německém Norimberku jako 2. ročník turnaje.
Turnaj s rozpočtem 250 000 dolarů patřil do kategorie WTA International Tournaments. Nejvýše nasazenou hráčkou ve dvouhře se stala devátá hráčka žebříčku Angelique Kerberová z Německa. Premiérový titul na okruhu WTA získala kanadská světová osmnáctka Eugenie Bouchardová. Češka Karolína Plíšková si zahrála finále obou soutěží a spolu s nizozemskou tenistkou Michaëllou Krajicekovou vybojovala deblovou trofej.

## Ženská dvouhra

### Nasazení

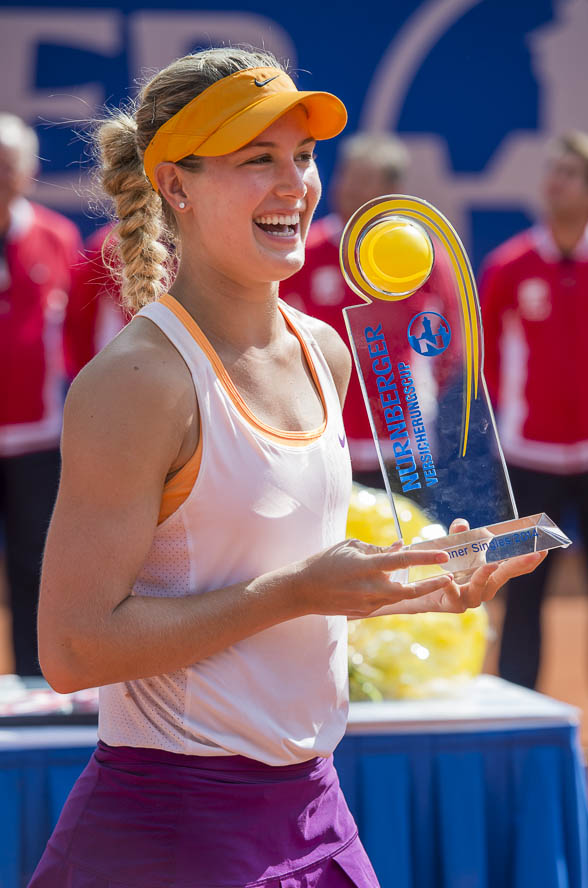
Vítězka dvouhry Eugenie Bouchardová

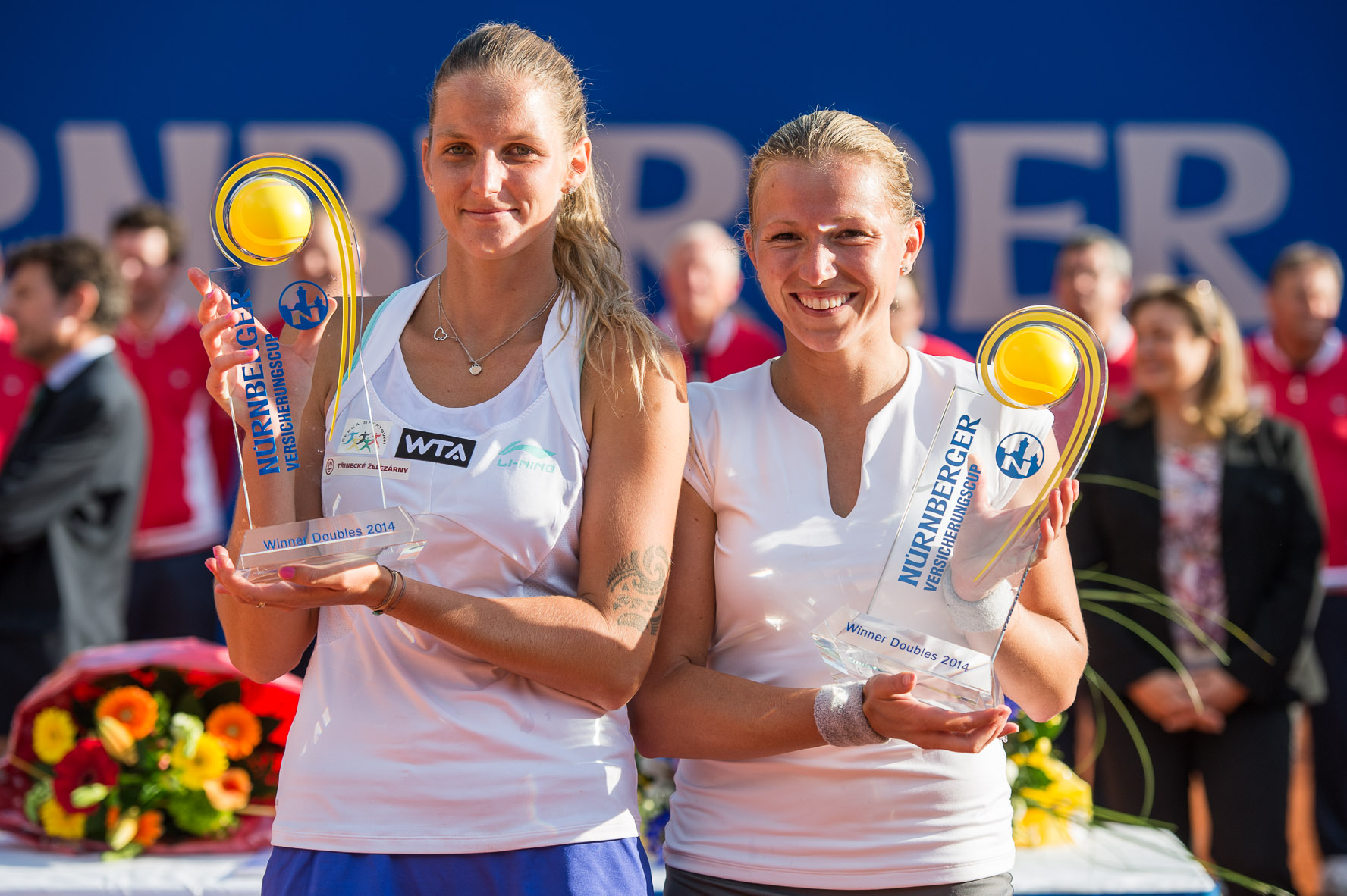
Vítězky čtyřhry Michaëlla Krajiceková a Karolína Plíšková

| Stát                            | Hráčka               | WTA | Nasazení |
| ------------------------------- | -------------------- | --- | -------- |
| Německo                         | Angelique Kerberová  | 9.  | 1.       |
| Kanada                          | Eugenie Bouchardová  | 18. | 2.       |
| Česko                           | Klára Koukalová      | 30. | 3.       |
| Ukrajina                        | Elina Svitolinová    | 38. | 4.       |
| Rakousko                        | Yvonne Meusburgerová | 40. | 5.       |
| Japonsko                        | Kurumi Naraová       | 45. | 6.       |
| Francie                         | Caroline Garciaová   | 46. | 7.       |
| Německo                         | Annika Becková       | 48. | 8.       |
| Žebříček WTA k 12. květnu 2014. |                      |     |          |

### Jiné formy účasti
Následující hráčky obdržely divokou kartu do hlavní soutěže:
- Anna-Lena Friedsamová
- Antonia Lottnerová
- Lisa-Maria Moserová

Následující hráčky postoupily z kvalifikace:
- Beatriz Garcíová Vidaganyová
- Julia Glušková
- Anastasia Rodionovová
- Nina Zanderová
  -  Montserrat Gonzálezová – jako šťastná poržená
  -  Tereza Martincová – jako šťastná poržená

### Odhlášení
před zahájením turnaje
- Lourdes Domínguezová Linová
- Garbiñe Muguruzaová
- Anna Karolína Schmiedlová
- Roberta Vinciová

## Ženská čtyřhra

### Nasazení
| Stát                                                                        | Hráčka              | Stát          | Hráčka                       | WTA  | Nasazení |
| --------------------------------------------------------------------------- | ------------------- | ------------- | ---------------------------- | ---- | -------- |
| Spojené státy                                                               | Liezel Huberová     | Spojené státy | Lisa Raymondová              | 69.  | 1.       |
| Nový Zéland                                                                 | Marina Erakovicová  | Španělsko     | Arantxa Parraová Santonjaová | 82.  | 2.       |
| Japonsko                                                                    | Šúko Aojamová       | Rakousko      | Sandra Klemenschitsová       | 96.  | 3.       |
| Gruzie                                                                      | Oxana Kalašnikovová | Polsko        | Katarzyna Piterová           | 115. | 4.       |
| Žebříček WTA k 12. květnu 2014; číslo je součtem umístění obou členek páru. |                     |               |                              |      |          |

### Jiné formy účasti
Následující pár obdržel divokou kartu do hlavní soutěže:
- Yvonne Meusburgerová /  Kathinka von Deichmannová

## Přehled finále

### Ženská dvouhra
- Eugenie Bouchardová vs.  Karolína Plíšková 6–2, 4–6, 6–3

### Ženská čtyřhra
- Michaëlla Krajiceková /  Karolína Plíšková vs.  Ioana Raluca Olaruová /  Šachar Pe'erová 6–0, 4–6, [10–6]

## Turnajová galerie

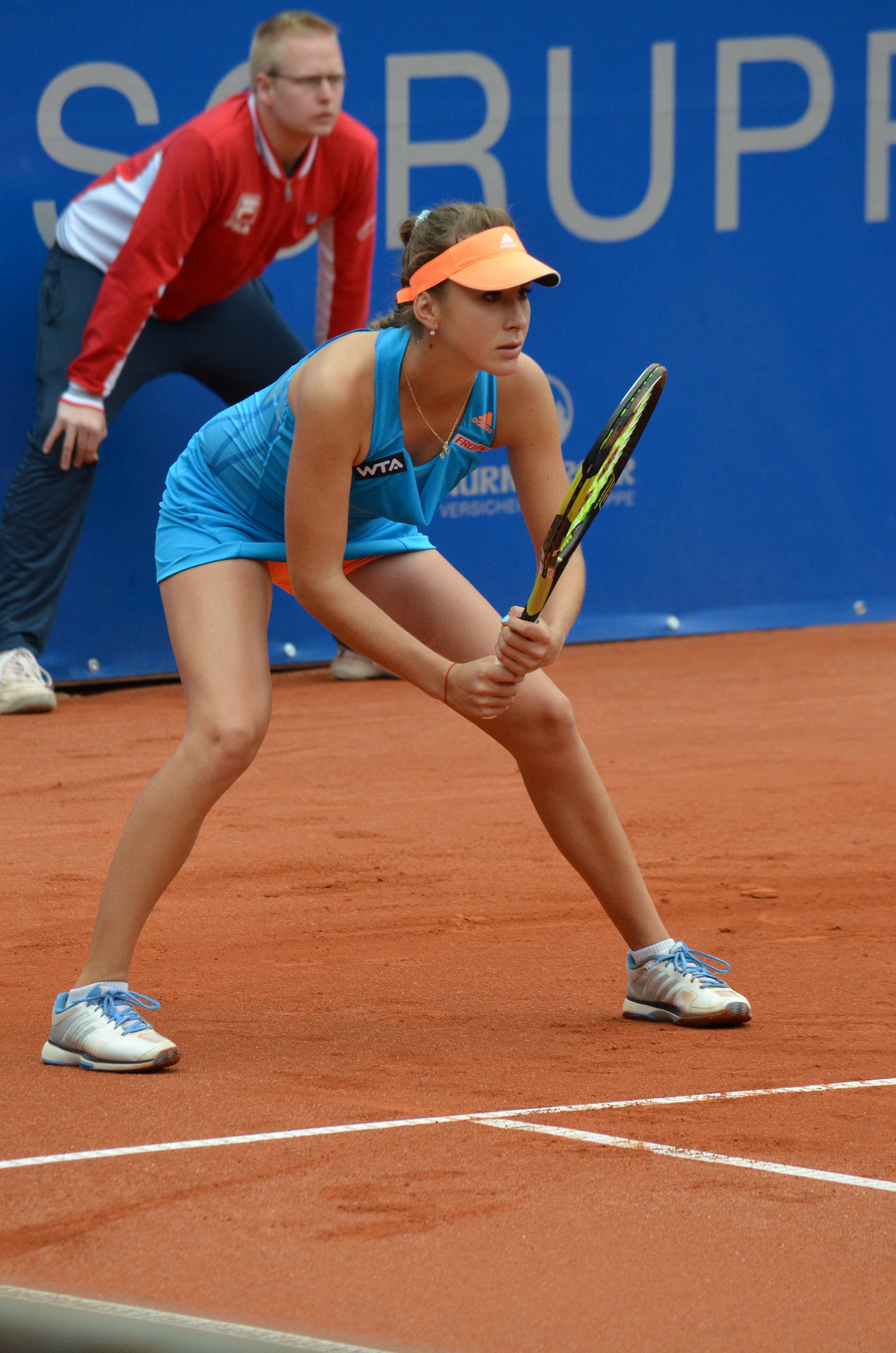
Belinda Bencicová
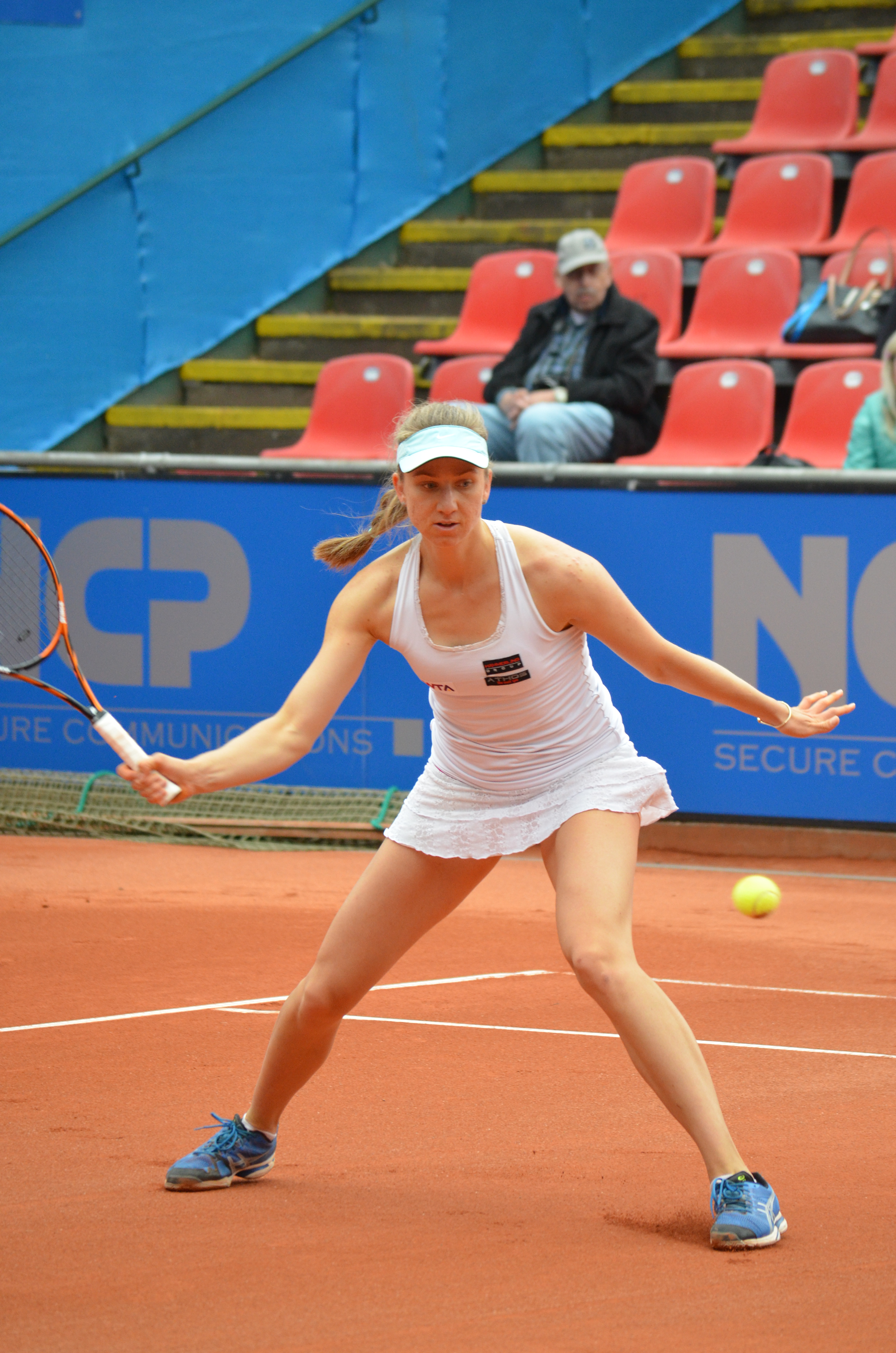
Mona Barthelová
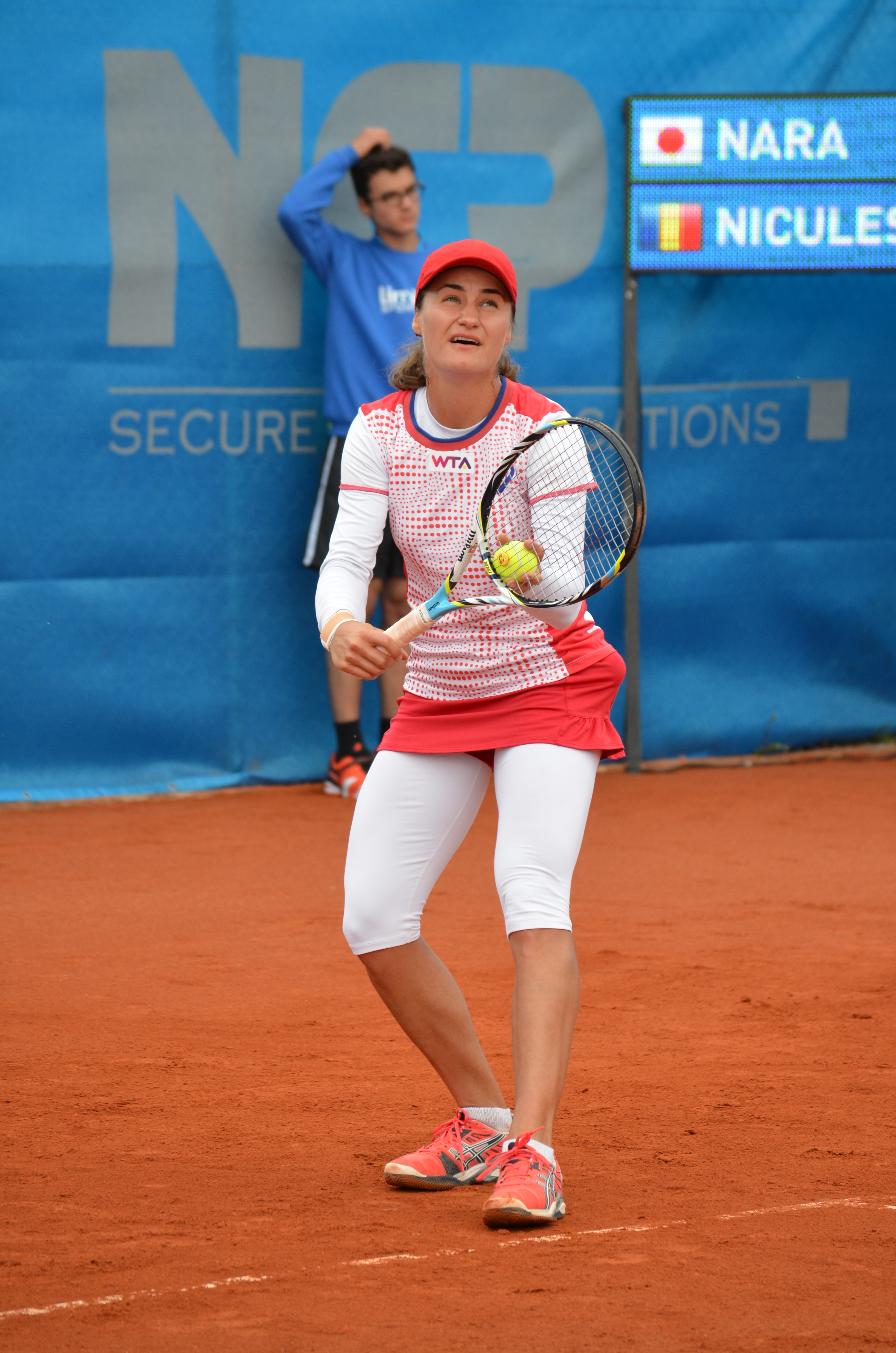
Monica Niculescuová
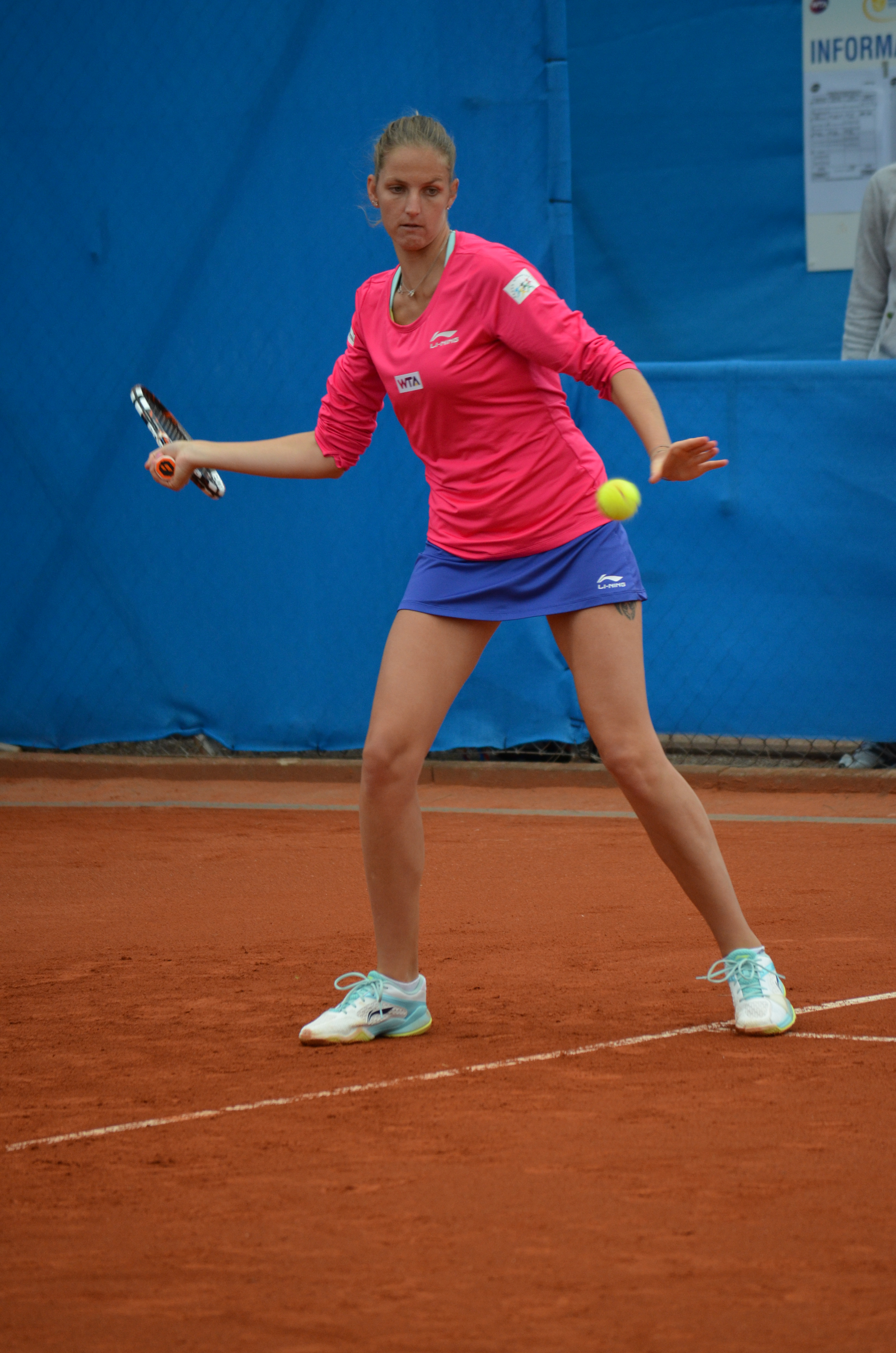
Karolína Plíšková
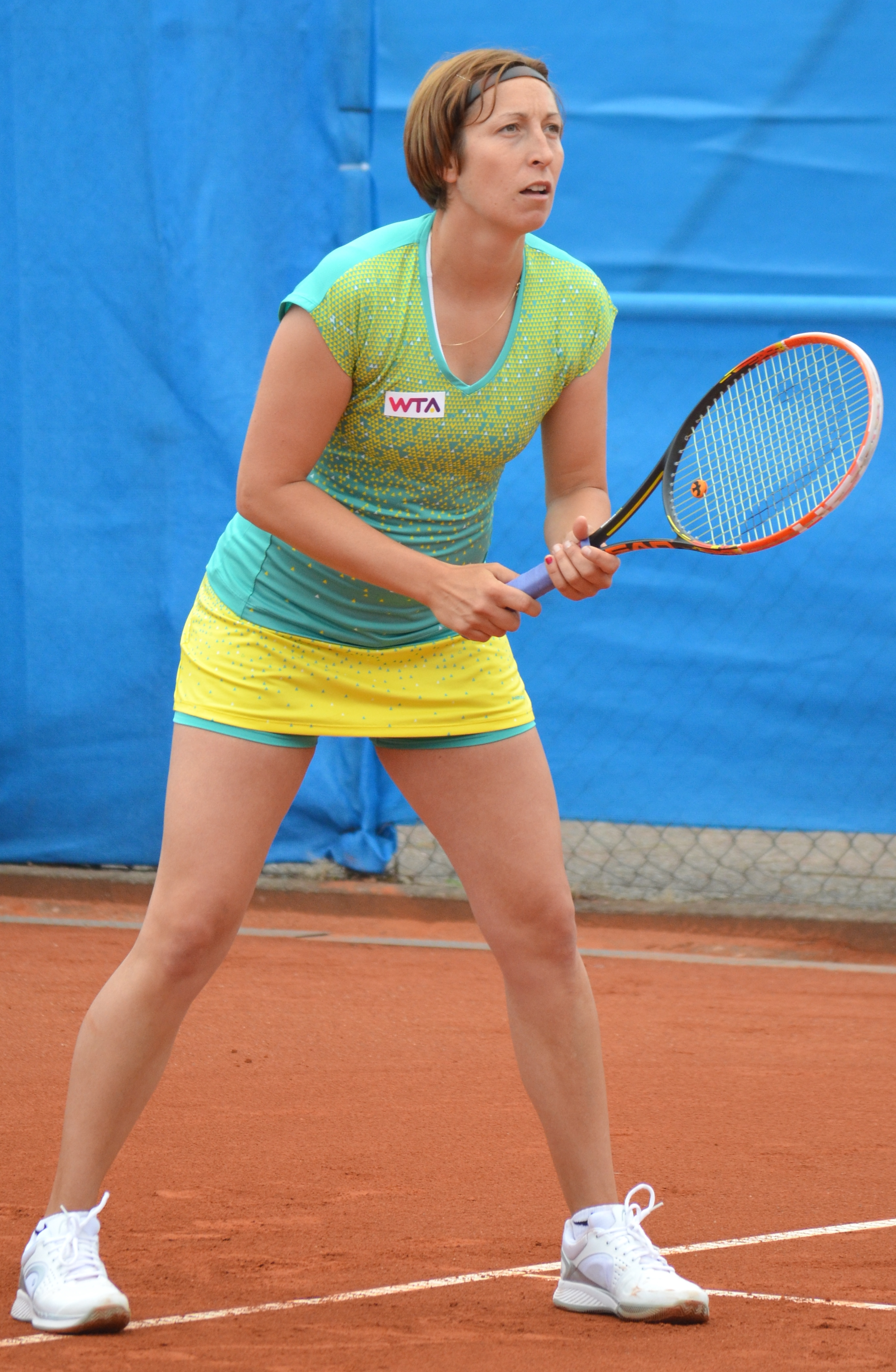
Yvonne Meusburgerová
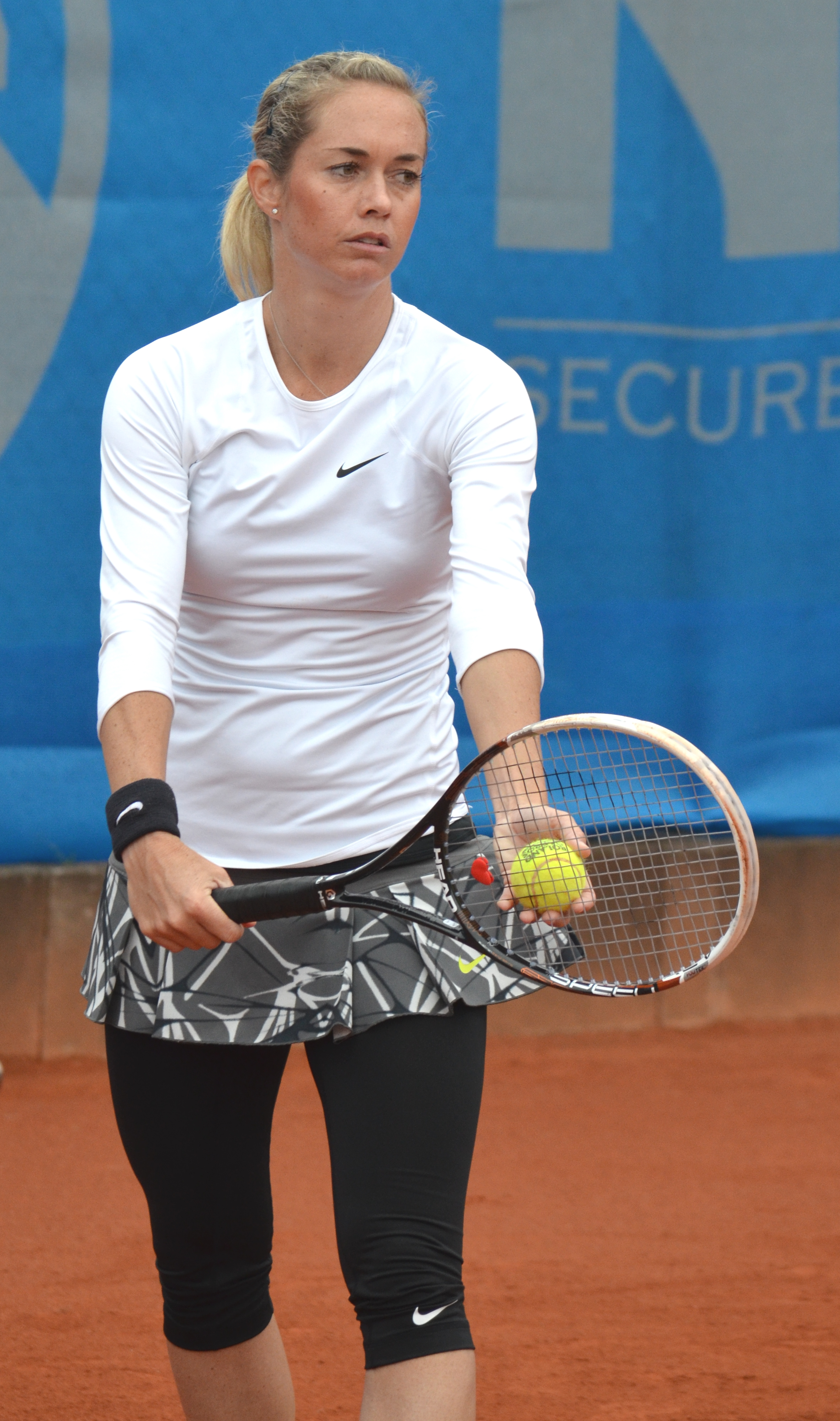
Klára Koukalová
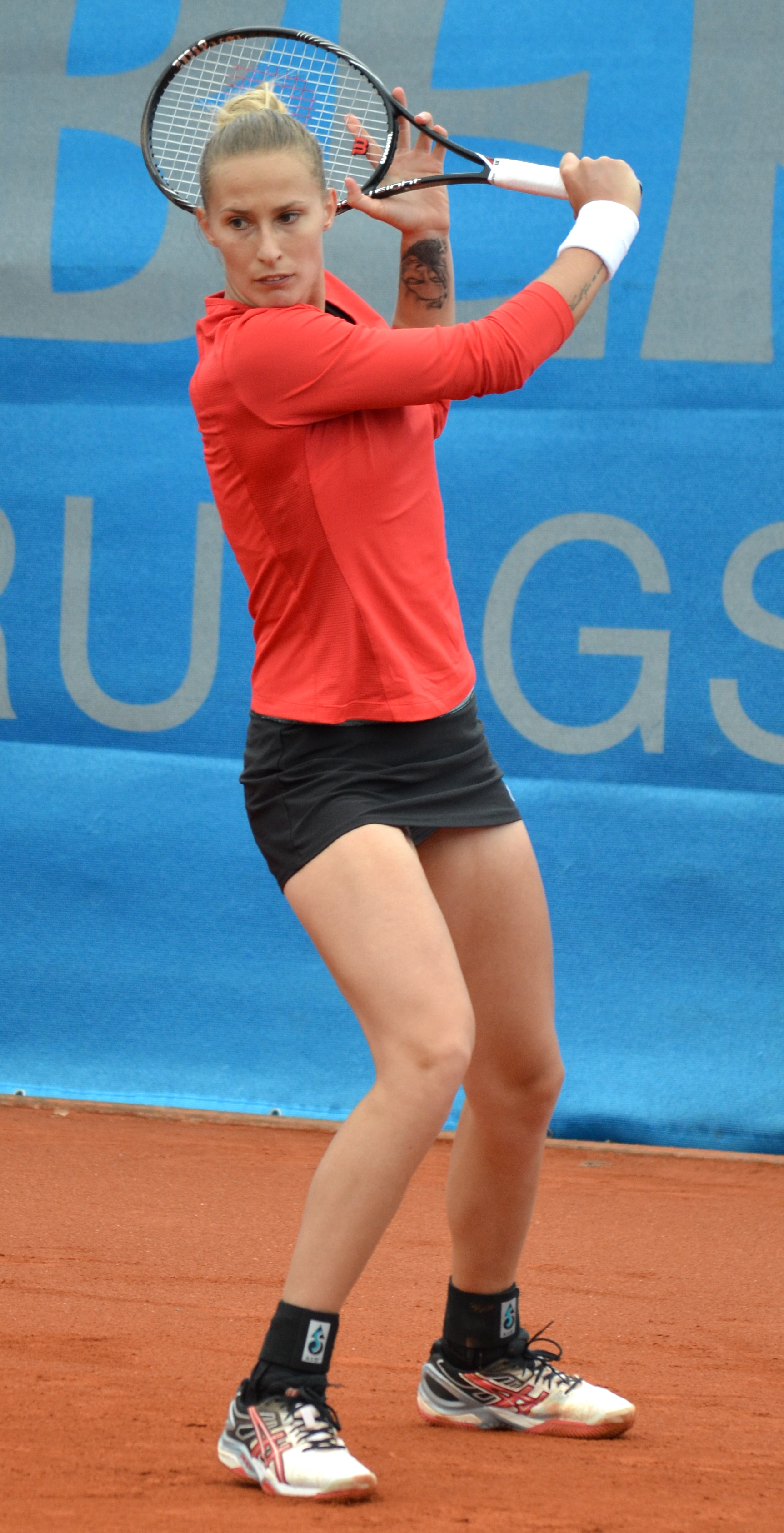
Polona Hercogová
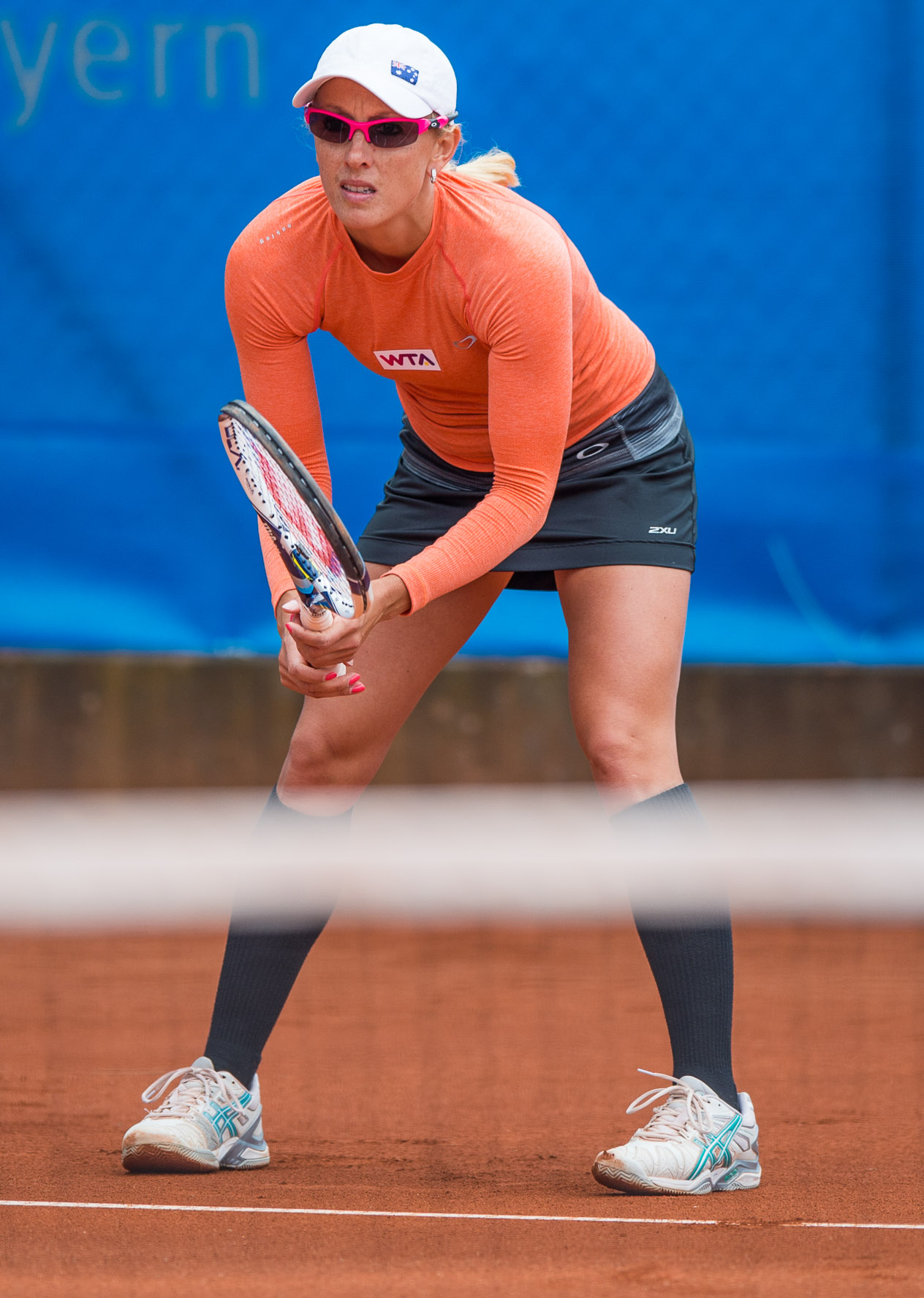
Anastasia Rodionovová
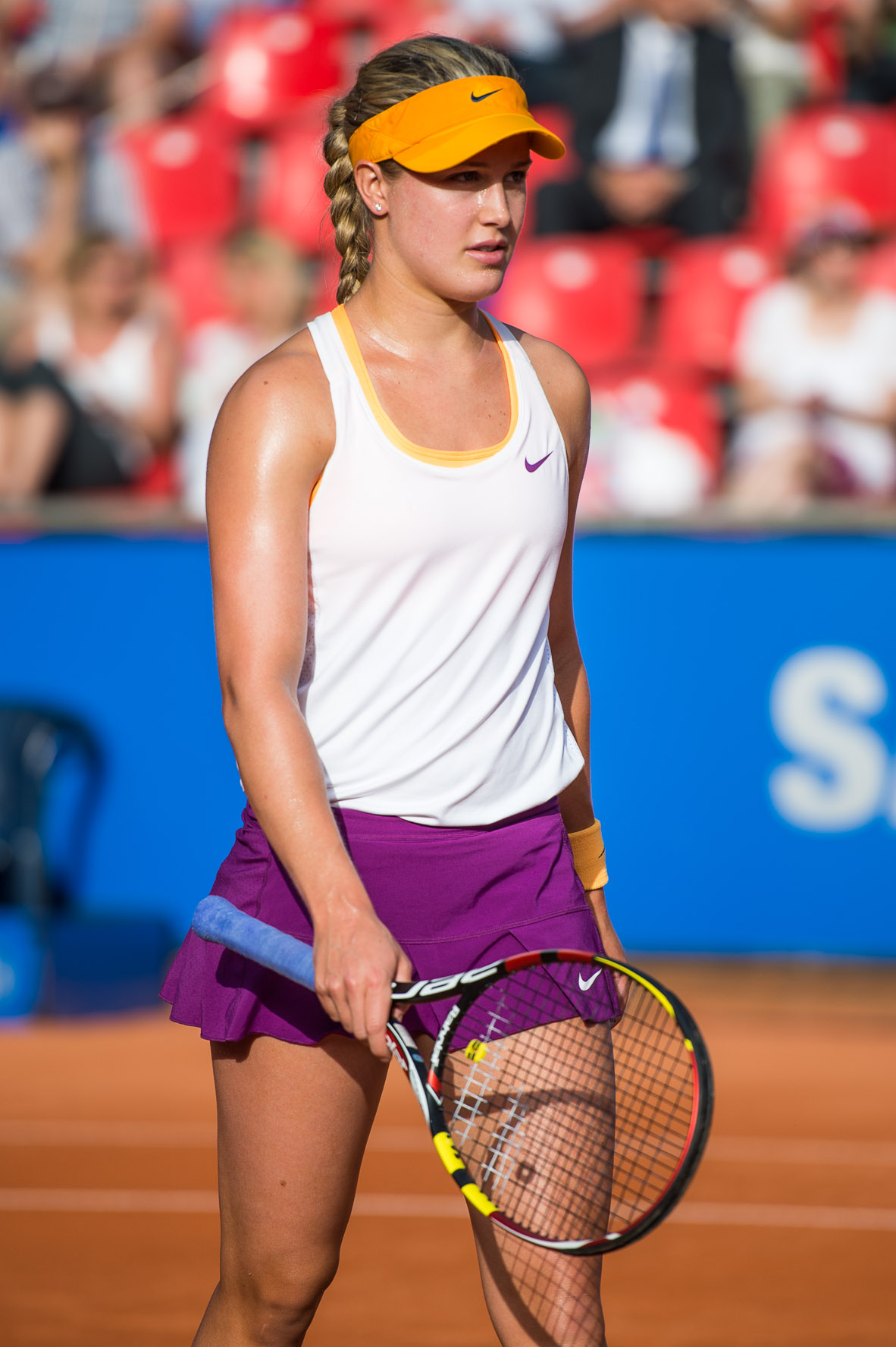
Eugenie Bouchardová
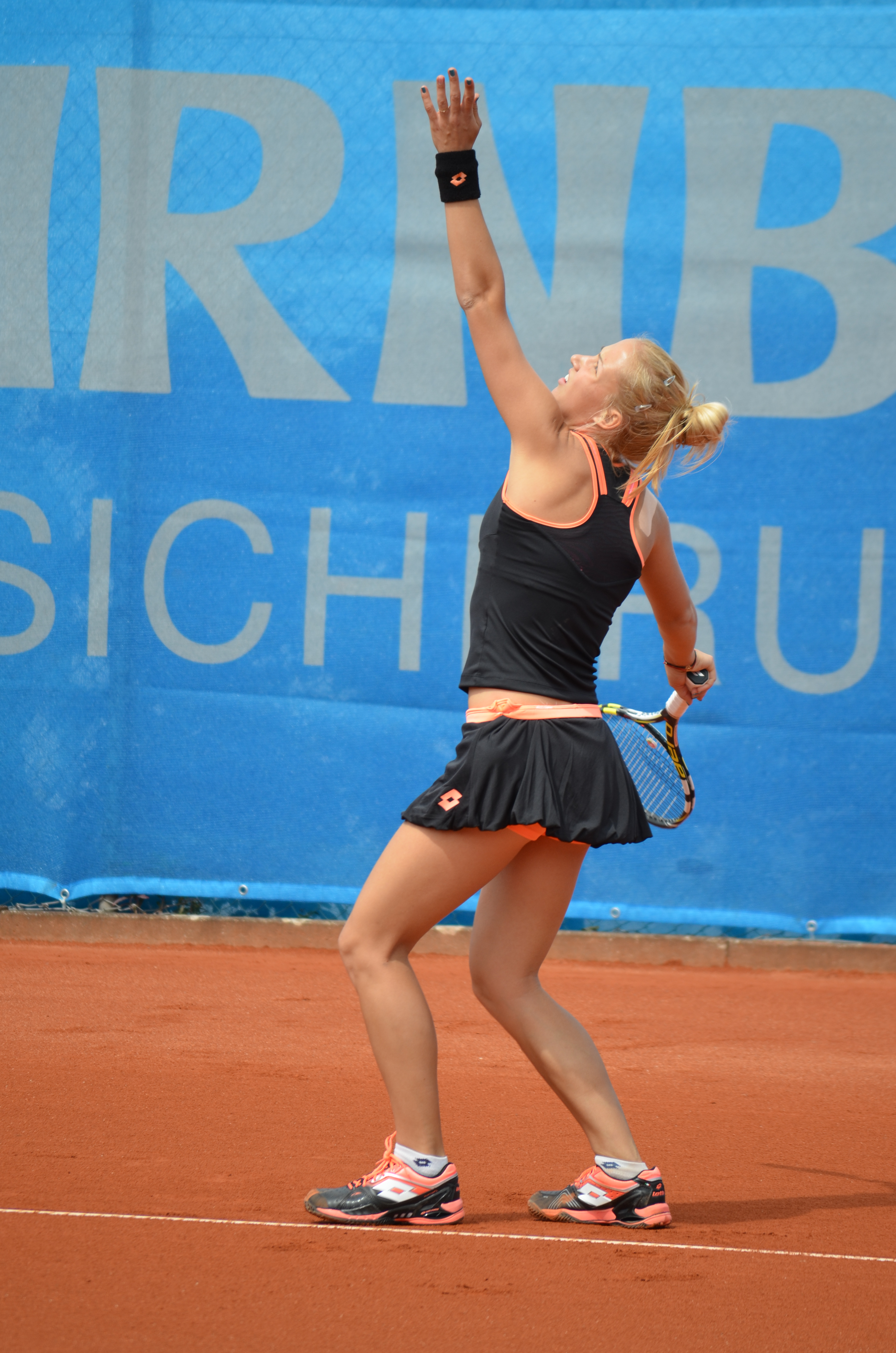
Paula Kaniová